# Йоахим фон Папенхайм
Йоахим фон Папенхайм (на немски: Joachim von Pappenheim; Joachim I von Pappenheim; * 1490; † 16 октомври 1536 в Милано) е имперски наследствен маршал на Папенхайм в Бавария.
Той е най-големият син на маршал Вилхелм фон Папенхайм († 1508) и съпругата му Магдалена фон Рехберг († 1508), дъщеря на Албрехт фон Рехберг-Рамсберг († 1502) и Елизабет фон Елтер († 1475).
Брат е на маршал Волфганг I фон Папенхайм († 1558), Вилхелм фон Папенхайм († 1530 в Дания) и Кристоф фон Папенхайм (* 1492; † 19 юни 1539), епископ на Айхщет и княжески епископ на манастир Айхщет (1535 – 1539).
Йоахим фон Папенхайм строи през 1515 г. строи наново замъка Калден при Алтусрид. През 1530 г. той участва с голяма свита на кургюрст Йохан Твърди от Саксония в Райхстага в Аугсбург. След Франкфуртския конвент 1536 г. Йоахим фон Папенхайм е изпратен при император Карл V в Италия. По време на това пътуване той умира на 16 октомври 1536 г. в Милано. Неговият епитаф в църквата Свети Амвросий в Милано има следният надпис:
DTR & VOA
Salvatori S.
NOB. DN. JOACHIMO in Bappenheim, Sacri Rom.
Imp. Hereditar. Marescalco, ob hocque sepulti in
Templo A. Sal. MDXXXVI. V. Cal. Novembr.
Ludovicus Bombac. & Claud. Pi. Peutinger, JVR. C.
Amici, Itinerisq; Com. F. C.

## Фамилия
Йоахим фон Папенхайм се жени за Анна фон Лаубенберг и има три деца:
- Йохан Йоахим II фон Папенхайм, бие се в Шмалкалденската война, и е застрелян при конфликт от слуга на княжеското епископство Кемптен
- София фон Папенхайм, омъжена за Ханс Йоахим Вилхелм фон Бубенхофен
- Валпург фон Папенхайм